# Anatole Claudin
Pour l’article homonyme, voir Claudin (homonymie).
Anatole Claudin, né à Orléans en 1833 et mort à Charenton-le-Pont en 1906, est un bibliophile français. Il tient une librairie à Paris, dans le quartier de l'Hôtel de la Monnaie.

## Citation
"La bibliographie, c'est la clef des sciences, la science des sciences ; elle montre au travailleur de la république des lettres les sources où il doit puiser, lui indique les matériaux intellectuels dont il doit se servir, (...) en un mot, le met en contact avec les intelligences du passé."
in Catalogue raisonné de la bibliothèque d'un château de Lorraine et de livres rares et curieux manuscrits et imprimés provenant de la collection de M. W;.. S... de Londres. Paris, A. Claudin, 1862.

## Œuvres
- Antiquités typographiques de la France, Paris, A.Claudin, 1880-1897
- L'origine de l'imprimerie à Albi en Languedoc (1480 - 1484) etc., 1880 [lire en ligne]
- Bibliographie des Éditions originales d'Auteurs français composant la Bibliothèque de feu M. A. Rochebilière, Paris, A. Claudin, 1882&1884
- Les origines et les débuts de l'imprimerie à Bordeaux, Paris, A. Claudin, 1897, 130 p. (Claudin?rk=107296;4 lire en ligne sur Gallica).

- Histoire de l'imprimerie en France au XVe et au XVIe siècle, t. 1, Paris, Imprimerie nationale, 1900, 567 p. (disponible sur Internet Archive).

Histoire de l'imprimerie en France au XVe et au XVIe siècle, t. 2, Paris, Imprimerie nationale, 1901, 639 p. (disponible sur Internet Archive).
Histoire de l'imprimerie en France au XVe et au XVIe siècle, t. 3, Paris, Imprimerie nationale, 1904, 630 p. (disponible sur Internet Archive).
Histoire de l'imprimerie en France au XVe et au XVIe siècle, t. 4, Paris, Imprimerie nationale, 1914, 551 p. (disponible sur Internet Archive).
- Origines de l'imprimerie
- Archives du bibliophile ou Bulletin de l'amateur de livres et du libraire, Paris, A.Claudin, 1858-1908
- Les origines et les débuts de l'imprimerie à Bordeaux, Paris, 1897, 116 p. (lire en ligne sur Gallica).